# Herb Narola
Herb Narola – jeden z symboli miasta Narol i gminy Narol w postaci herbu.

## Wygląd i symbolika
Herb Blazonowanie|przedstawia na błękitnej tarczy wizerunek Świętego Floriana. Ubrany jest w srebrną zbroję; w lewej ręce trzyma drzewce barwy czarnej ze szpicą barwy żółtej. Na drzewcach umieszczona jest flaga barwy białej z krzyżem barwy czerwonej; w prawej ręce trzyma wiadro barwy białej, gasząc pożar nad czerwonymi domami. Nad głową świętego znajduje się złoty nimb. W lewym i prawym górnym rogu tarczy herbowej znajdują się srebrne litery „S” i „F” – inicjały łacińskiej nazwy świętego.
Symbolika herbu nawiązuje do założyciela miasta – Floriana Łaszcza Nedelewskiego.